# Ophioplinthus tumescens
Ophioplinthus tumescens är en ormstjärneart som först beskrevs av Jean Baptiste François René Koehler 1922.  Ophioplinthus tumescens ingår i släktet Ophioplinthus och familjen fransormstjärnor. Inga underarter finns listade i Catalogue of Life.